# Borowno
Borowno – wieś w Polsce położona w województwie śląskim, w powiecie częstochowskim, w gminie Mykanów. Wieś leży 24 km na wschód od Kłobucka.
Za Królestwa Polskiego istniała gmina Borowno.
W latach 1954–1972 wieś należała i była siedzibą władz gromady Borowno. W latach 1975–1998 miejscowość administracyjnie należała do województwa częstochowskiego.

## Części wsi
| SIMC    | Nazwa           | Rodzaj    |
| ------- | --------------- | --------- |
| 0138721 | Borowno-Kolonia | część wsi |

## Nazwa
Miejscowość ma metrykę średniowieczną i istnieje co najmniej od XII wieku. Wymieniona w 1198 w dokumencie zapisanym w języku łacińskim jako Borouna; Borolovo, Borwno, Borevno, Borow, Borwnow .
Nazwa miejscowości pochodzi od otaczających ją borów.

## Historia
Początkowo miejscowość należała do ziemi wieluńskiej. Pierwsza wzmianka o niej pochodzi z 1198. W XI wieku miał tu przebywać Stanisław ze Szczepanowa później uznany za świętego .
W 1394 istniał tu kościół. Miejscowość została odnotowana w licznych, historycznych dokumentach własnościowych, podatkowych i prawnych. W latach 1414–1417 określono granice wsi ze Zdrową, Babami, Grabową, Kościelcem i Łochynią. W miejscowości oraz jej najbliższej okolicy znajdowały się: dąbrowa, 2 łąki, zarośla o nazwie Gwoździec, pole Kąt, rów do moczenia konopi, łąki zwane smugami .
W 1482 parafię w Borownie przeniesiono z oficjalatu uniejowskiego do wieluńskiego. W 1464 roku Borowno jest wymienione w Księdze uposażeń Liber beneficiorum spisanej przez Jana Łaskiego. W 1511 roku wieś leżała w powiecie wieluńskim. W 1520 istniał kościół św. Wawrzyńca, a parafia podlegała pod dekanat brzeźnicki. Do parafii należało 13 wsi, z tego część w Sieradzkiem. Plebanowi płacono dziesięcinę snopową z 1 folwarku i ról kmiecych, role plebana były rozrzucone. Mieszkało tu 37 kmieci i znajdowała się karczma .
Wysokość podatków w XVI wieku: 1511 – 6 ½ łana, 1518 – 5 ½ łana, 1553 – 8 łanów. W 1688 roku zostaje wzniesiony drewniany kościół na planie krzyża, konsekrowany w święto św. Anny przez Jerzego Albrechta Denhoffa, biskupa kamienieckiego. W 1846 roku ukończono budowę nowej świątyni. W 1885 roku kościół został przebudowany i 9 maja 1904 roku konsekrowany przez biskupa Stanisława Zdzitowieckiego. W XVIII i XIX wieku kultem słynął obraz Matki Bożej Loretańskiej, wiszący w bocznym ołtarzu. Licznie zgromadzone wota podczas powstania listopadowego przeznaczone na skarb narodowy. Podczas rozbudowy kościoła pod koniec XIX wieku obraz usunięto.

### Właściciele Borowna XII-XV wieku
- 1198 – Kagnimir wymienił Borowno i Kamion na Żytno,
- 1271 – Stralco iudex,
- 1362 – Ninogniew zwany Kotek,
- 1373 – Jaśko,
- 1381–1401 – Benik herbu Śreniawa,
- 1382 – Protazy,
- 1387–1424 – Michał herbu Śreniawa,
- 1398 – Stogniew,
- 1401 – Marcin, starosta bolesławiecki,
- 1414–1417 – Marcin podzielił się Borownem z bratem Michałem. W 1429 zmarła jego córka Beata, matka Jana Długosza, pochowana w Wieluniu,
- 1423 – Maciej herbu Ostoja i Jan herbu Śreniawa,
- 1444 – tenże Jan,
- 1491 – Jan Skowroński,
- 1496 – Jan Momot Borowiński,
- 1552 – Borowno miało 5 właścicieli.

Na miejscowym cmentarzu znajduje się grób Edwarda Reszke, polskiego śpiewaka operowego.

## Pałac
W miejscowości znajduje się zabytkowy pałac z 1790 roku. W zagrodzie dworskiej znajdował się drewniany spichlerz z 1783 roku. Został on przeniesiony do Olsztyna i tam zrekonstruowany w 2007 roku.

## Legenda o św. Stanisławie
We wsi Borownie stał mały kościółek poświęcony św. Stanisławowi, a nie wiadomo przez kogo i kiedy zbudowany. Wedle miejscowej tradycji wystawiono go na pamiątkę, że ów święty w podróży swej przechodząc przez Borowno pod Mstowem, był przez złych ludzi na granicach tej wsi napadnięty i znieważony wśród łanu grochu, przy czym miał wyrzec te słowa: Oj, Borowno, Borowno, będzie u ciebie grochu nie rodno! – Od owego czasu aż do dziś dnia nie rodzi się wcale groch na tamtejszych polach, pomimo wszelkich usiłowań. Po tej przygodzie udał się św. Stanisław pieszo do Mstowa.

## Galeria

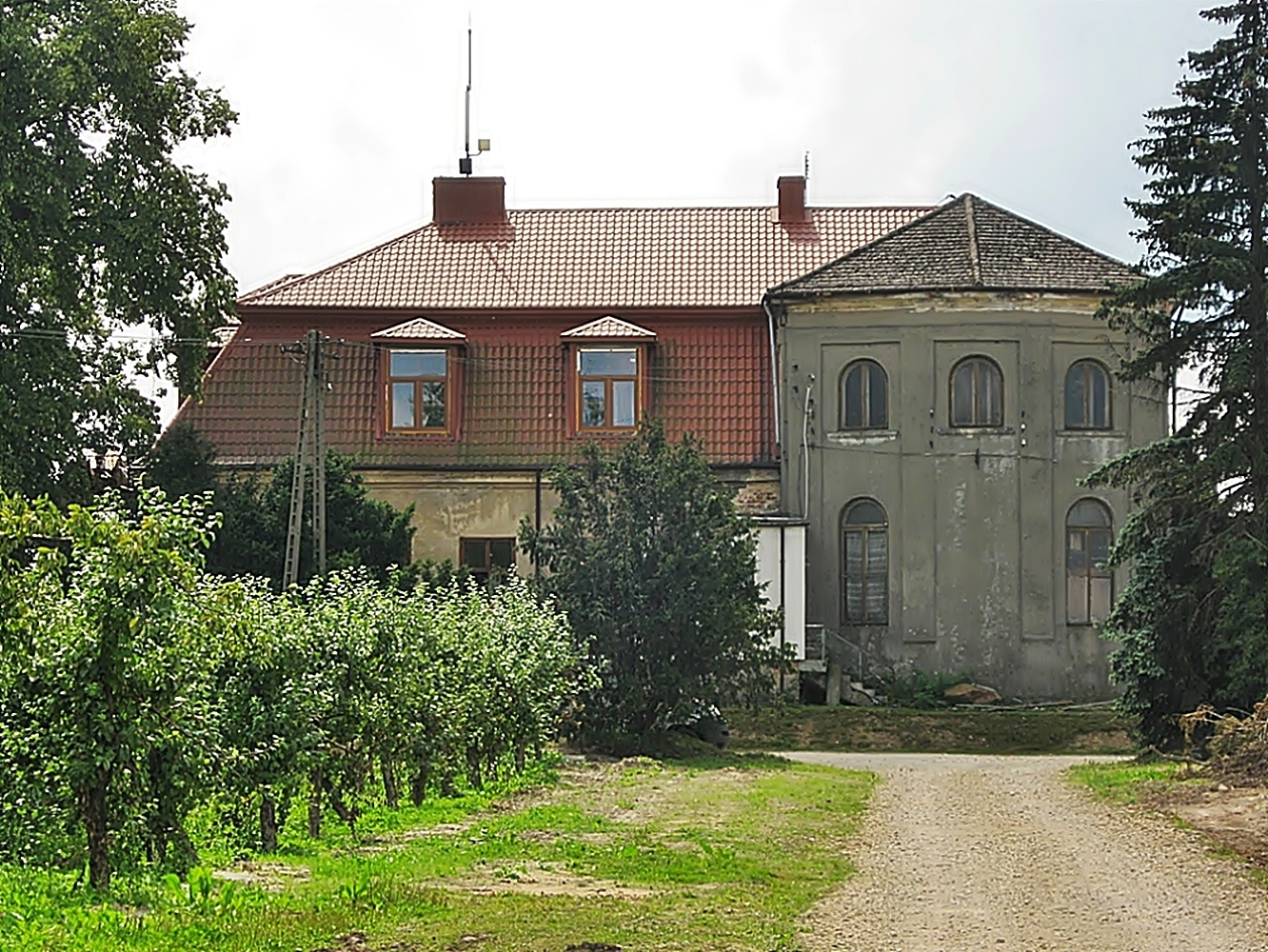
Pałac w Borownie
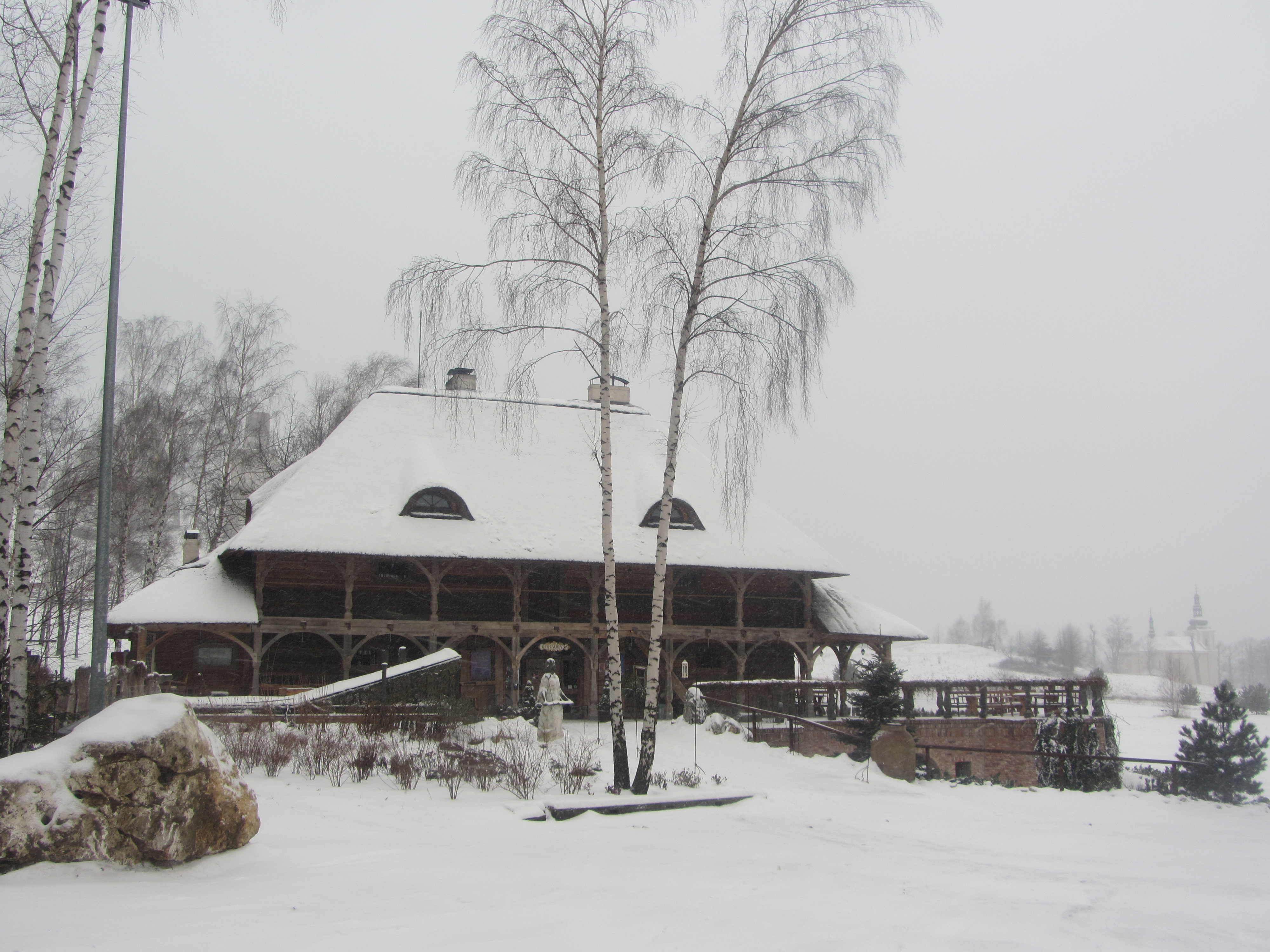
Spichlerz z Borowna przeniesiony do Olsztyna